# Sulistas brancos
Os sulistas brancos são americanos brancos do sul dos Estados Unidos, originários das várias ondas de imigração do noroeste europeu para a região a partir do século XVII. Uma identidade sulista branca semi-uniforme se uniu durante a era da Reconstrução, parcialmente para impor a supremacia branca na região. 
O acadêmico John Shelton Reed argumenta que "as diferenças entre os sulistas e a corrente principal americana têm sido semelhantes em espécie, se não em grau, às dos grupos étnicos de imigrantes".   Reed afirma que os sulistas, tal como outros grupos étnicos, são marcados por diferenças em relação à norma nacional, observando que tendem a ser mais pobres, menos instruídos, mais rurais e especializam-se na ocupação profissional. Ele argumenta que eles tendem a diferir em termos culturais e políticos, e que os seus sotaques servem como um marcador étnico. 
Após a eleição dos sulistas brancos Jimmy Carter e Bill Clinton para a presidência dos EUA no final do século XX, isso simbolizou gerações de mudança de uma sociedade do Velho Sul para uma sociedade do Novo Sul . O jornalista Hodding Carter e porta-voz do Departamento de Estado durante a administração Carter declarou: "O problema do Sul é que ele é finalmente múltiplo, em vez de singular, em quase todos os aspectos." A transição do Presidente Carter para o Presidente Clinton também reflectiu a evolução social e económica do Sul em meados do século XX. 

## Identidade histórica

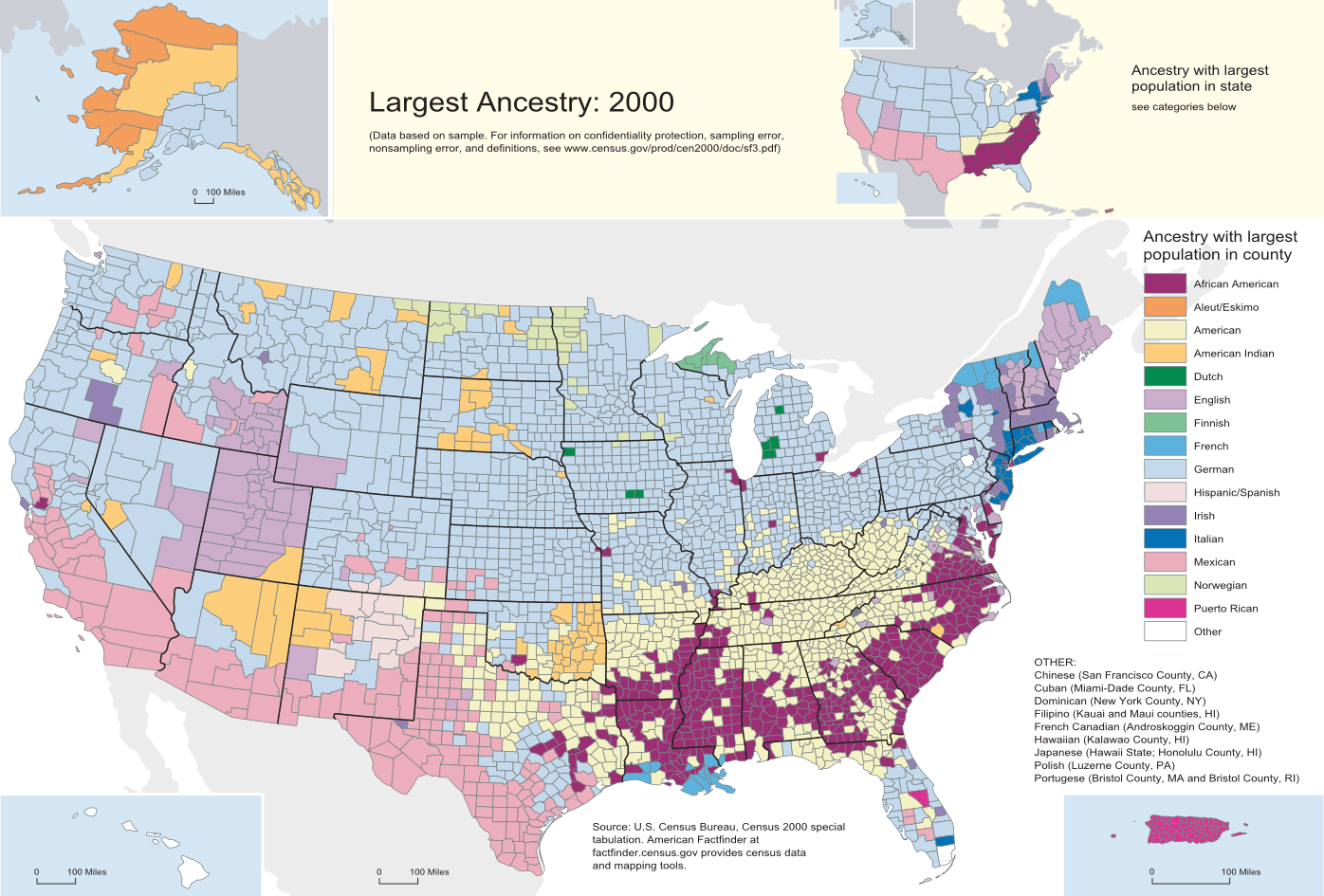
os Sulistas brancos se identificam principalmente como "americanos"

Alguns escritores sulistas que antecederam a Guerra Civil Americana (1861-1865) basearam-se na ideia de uma nação sulista, alegando que a secessão não era baseada na escravidão, mas sim em "duas nações separadas". Esses escritores postularam que os sulistas eram descendentes de cavaleiros normandos, huguenotes, jacobitas e outras supostas "raças mediterrâneas" ligadas aos romanos, enquanto os nortistas eram considerados descendentes de servos anglo-saxões e outros imigrantes germânicos que tinham um suposto "ódio hereditário". contra os sulistas.  Essas crenças etnonacionalistas de ser uma "raça guerreira" foram amplamente disseminadas entre a classe alta do sul, e os sulistas começaram a usar o termo "ianque" como uma calúnia contra a chamada "raça ianque" que eles associavam a ser "calculista, adorador do dinheiro, covardes" ou ainda como "hordas" e "semibárbaros".  Os ideólogos do Sul também usaram os seus alegados antepassados normandos para explicar o seu apego à instituição da escravatura, em oposição aos nortistas que foram denegridos como descendentes de uma chamada "raça escrava".  O secretário da Marinha da União , Gideon Welles, e o cientista político germano-americano Francis Lieber, que condenaram a crença dos sulistas em sua suposta ascendência distinta, atribuíram a eclosão da Guerra Civil a essa crença. Em 1866, Edward A. Pollard, autor do primeiro livro de história da Confederação , The Lost Cause, continuou insistindo que o Sul tinha que "afirmar sua conhecida superioridade na civilização sobre o povo do Norte".  Os sulistas desenvolveram as suas ideias sobre o nacionalismo com base nas influências dos movimentos nacionalistas que cresciam na Europa (como as obras de Johann Gottfried Herder e a divisão norte-sul construída entre os povos germânicos e os italianos). Os ideólogos do Sul, temerosos da política de massas, procuraram adoptar os temas étnicos das revoluções de 1848, ao mesmo tempo que se distanciavam das ideias liberais radicais dos revolucionários.  A elite escravista encorajou narrativas românticas "antimodernas" da cultura do Sul como um refúgio da hospitalidade comunitária tradicional e do cavalheirismo para mobilizar o apoio popular dos sulistas brancos não escravistas, prometendo trazer o Sul através de uma forma de progresso tecnológico e econômico sem os males sociais percebidos. das sociedades industriais modernas. 
Nos onze e treze estados que se separaram dos Estados Unidos em 1860-61 para formar a Confederação, 31% das famílias mantinham pelo menos um afro-americano em escravidão .  De acordo com um estudo de 2014, cerca de 10% dos sulistas brancos que se autodenominam têm ascendência africana, em comparação com 3,5% dos americanos brancos em geral.  
O sociólogo William L. Smith argumenta que "a identidade regional e a identidade étnica estão frequentemente interligadas de uma variedade de maneiras interessantes, de modo que alguns estudiosos consideram os sulistas brancos como um grupo étnico".  Em seu livro Southern Women, Caroline Matheny Dillman também documenta vários autores que postulam que os sulistas podem constituir um grupo étnico. Ela observa que o historiador George Brown Tindall analisou a persistência da distinção da cultura sulista em The Ethnic Southerners (1976), “e referiu-se ao Sul como uma subcultura, apontando sua identidade étnica e regional”. O livro de 1977 The Ethnic Imperative, de Howard F. Stein e Robert F. Hill, "via os sulistas como um tipo especial de etnia branca". Dillman observa que esses autores, e trabalhos anteriores de John Shelton Reed, referem-se todos ao trabalho anterior de Lewis Killian, cujo White Southerners, publicado pela primeira vez em 1970, introduziu "a ideia de que os sulistas podem ser vistos como um grupo étnico americano".  Killian, no entanto, observa que: "Quaisquer que sejam as reivindicações de etnia ou status de minoria que os ardentes 'sulistas' possam ter feito, os sulistas brancos não são contados como tal nas enumerações oficiais". 
Os precursores de Killian incluem o sociólogo Erdman Beynon, que em 1938 fez a observação de que "parece haver uma consciência de grupo emergente entre os trabalhadores brancos do sul", e o economista Stuart Jamieson, que argumentou quatro anos depois, em 1942, que Oklahomans, Arkansans e Texans que que viviam nos vales da Califórnia estavam começando a assumir a "aparência de um 'grupo étnico' distinto". Beynon viu essa consciência de grupo como derivada em parte da tendência dos nortistas de considerá-los um grupo homogêneo, e Jamieson viu isso como uma resposta ao rótulo " Okie ".  Mais recentemente, o historiador Clyde N. Wilson argumentou que "No Norte e no Oeste, os sulistas brancos eram tratados e se entendiam como um grupo étnico distinto, referidos negativamente como ' caipiras ' e 'Okies'". 
A Enciclopédia Harvard de Grupos Étnicos Americanos, publicada em 1980, inclui um capítulo sobre sulistas de autoria de John Shelton Reed, ao lado de capítulos de outros colaboradores sobre Apalaches e Yankees . Escrevendo na revista Ethnic and Racial Studies, o antropólogo social MG Smith argumentou que as entradas não indicam satisfatoriamente como estes grupos satisfazem os critérios de etnia, e assim justificam a inclusão na enciclopédia.  O historiador David L. Carlton argumenta que a "abordagem étnica de Killian, Reed e Tindall fornece uma maneira de compreender o Sul como parte de uma vasta América remendada, cujos componentes têm relutado em permitir que suas particularidades sejam corroídas pelo corrosões de uma ordem liberal-capitalista", no entanto observa problemas com a abordagem. Ele argumenta que o Sul é o lar de duas comunidades étnicas (brancas e negras), bem como de grupos étnicos menores e crescentes, e não apenas de um. Ele argumenta que: "O mais importante, porém, e mais preocupante, é a relação peculiar dos sulistas brancos com a história da nação." A visão do sulista branco médio, argumenta Carlton, é que eles são americanos por excelência e que o seu nacionalismo equipara a “América” ao Sul. 